# Сартирана-Ломеллина
Сартирана-Ломеллина (итал. Sartirana Lomellina) — коммуна в Италии, располагается в регионе Ломбардия, подчиняется административному центру Павия.
Население составляет 1900 человек, плотность населения составляет 66 чел./км². Занимает площадь 29 км². Почтовый индекс — 27020. Телефонный код — 0384.
Покровительницей коммуны почитается Пресвятая Богородица, празднование 16 июля.

## Города-побратимы
- Бленвиль-сюр-Орн, Франция (2007)